# USS Sellstrom (DE-255)
USS Sellstrom (DE-255/DER-255) là một tàu hộ tống khu trục lớp Edsall từng phục vụ cùng Hải quân Hoa Kỳ trong Chiến tranh Thế giới thứ hai. Nó là chiếc tàu chiến duy nhất của Hải quân Hoa Kỳ được đặt cái tên này, theo tên Thiếu úy Hải quân Edward Robert Sellstrom (1916-1942), người từng phục vụ cùng Liên đội Tiêm kích 3 trên tàu sân bay Lexington (CV-2), được tặng thưởng Huân chương Chữ thập Hải quân do thành tích không chiến và tử nạn trong một tai nạn rơi máy bay ngày 21 tháng 6, 1942. Nó đã phục vụ cho đến khi chiến tranh kết thúc, xuất biên chế năm 1946, nhưng được xếp lại lớp như một tàu hộ tống khu trục cột mốc radar DER-255 năm 1955 và tiếp tục phục vụ từ năm 1955 đến năm 1960. Con tàu cuối cùng bị bán để tháo dỡ vào năm 1967 Sellstrom được tặng thưởng một Ngôi sao Chiến trận do thành tích phục vụ trong Thế Chiến II.

## Thiết kế và chế tạo
Lớp Edsall có thiết kế hầu như tương tự với lớp Cannon dẫn trước; khác biệt chủ yếu là ở hệ thống động lực Kiểu FMR do được trang bị động cơ diesel Fairbanks-Morse dẫn động qua hộp số giảm tốc đến trục chân vịt. Đây là cấu hình động cơ được áp dụng rộng rãi trên tàu ngầm, được chứng tỏ là có độ tin cậy cao hơn so với lớp Cannon.
Vũ khí trang bị bao gồm ba pháo 3 in (76 mm)/50 cal trên tháp pháo nòng đơn có thể đối hạm hoặc phòng không, một khẩu đội pháo phòng không Bofors 40 mm nòng đôi và tám pháo phòng không Oerlikon 20 mm. Vũ khí chống ngầm bao gồm một dàn súng cối chống tàu ngầm Hedgehog Mk. 10 (có 24 nòng và mang theo 144 quả đạn); hai đường ray Mk. 9 và tám máy phóng K3 Mk. 6 để thả mìn sâu. Con tàu vẫn giữ lại ba ống phóng ngư lôi Mark 15 21 inch (533 mm), và được trang bị radar SC dò tìm không trung và mặt biển. Thủy thủ đoàn đầy đủ bao gồm 186 sĩ quan và thủy thủ.
Sellstrom được đặt lườn tại xưởng tàu của hãng Brown Shipbuilding, ở Houston, Texas vào ngày 16 tháng 3, 1943. Nó được hạ thủy vào ngày 12 tháng 5, 1943, được đỡ đầu bởi cô Genevieve Dahl, vị hôn thê của Thiếu úy Sellstrom, và nhập biên chế cùng Hải quân Hoa Kỳ vào ngày 12 tháng 10, 1943 dưới quyền chỉ huy của Hạm trưởng, Thiếu tá Tuần duyên William L. Maloney.

## Lịch sử hoạt động

### 1943 - 1946
Sau khi hoàn tất việc trang bị  và chạy thử máy huấn luyện, Sellstrom rời vùng biển Bermuda vào ngày 3 tháng 12, 1943 để quay về vùng bờ Đông, đi đến Xưởng hải quân Charleston vào ngày 6 tháng 12. Nó rời Charleston, South Carolina một tuần sau đó để đi Norfolk, Virginia, đến nơi vào ngày 15 tháng 12. Đến ngày 13 tháng 1, 1944, con tàu khởi hành từ Norfolk trong thành phần Lực lượng Đặc nhiệm 63 để hộ tống một đoàn tàu vận tải vượt Đại Tây Dương để đi sang Địa Trung Hải. Lực lượng đặc nhiệm chuyển giao đoàn tàu cho các tàu chiến của Hải quân Hoàng gia Anh tại eo biển Gibraltar, rồi đi đến Casablanca, Maroc thuộc Pháp. Sellstrom tuần tra tại khu vực cảng này cho đến ngày 4 tháng 2, khi nó cùng lực lượng đặc nhiệm đi đến eo biển Gibraltar tiếp nhận một đoàn tàu vận tải, và hộ tống họ quay về Hoa Kỳ, đi đến vịnh Chesapeake vào ngày 22 tháng 2. Con tàu đi đến Xưởng hải quân Brooklyn để bảo trì và sửa chữa.
Sau khi huấn luyện ôn tập tại vùng biển Montauk, Long Island, Sellstrom lên đường vào ngày 10 tháng 3 và đi đến Norfolk vào ngày hôm sau. Nó khởi hành từ vịnh Chesapeake vào ngày 15 tháng 3 để hộ tống cho Đoàn tàu UGS-36 vượt Đại Tây Dương để đi sang Bizerte, Tunisia. Lúc 04 giờ 00 ngày 1 tháng 4, máy bay của Không quân Đức tấn công đoàn tàu vận tải; nhưng nhờ hỏa lực phòng không và sự cơ động lẩn tránh, các tàu hộ tống đã bắn trúng năm máy bay ném bom hai động cơ đối phương trong khi chỉ chịu đựng một tàu buôn bị hư hại. Đoàn tàu đi đến Bizerte vào ngày 2 tháng 4. Đến ngày 11 tháng 4, nó tham gia Đoàn tàu GUS-36 cho chặng quay trở về Hoa Kỳ. Trong vai trò soái hạm của Đội hộ tống 22, nó bảo vệ cho bộ phận New York của Đoàn tàu GUS-36 cặp cảng an toàn vào ngày 1 tháng 5, rồi đi vào xưởng tàu vào ngày hôm sau để sửa chữa và bảo trì.
Rời New York vào ngày 13 tháng 5 để huấn luyện ôn tập tại vùng biển Casco Bay, Maine, Sellstrom đi đến Yorktown, Virginia vào ngày 17 tháng 5, và đến ngày 23 tháng 5 đã hoạt động tuần tra trước khi gia nhập thành phần hộ tống cho Đoàn tàu UGS-43 đi sang Tunisia. Sau khi bàn giao đoàn tàu cho Hải quân Anh, nó đi đến cảng Bizerte vào ngày 12 tháng 6, rồi tiếp nhận Đoàn tàu GUS-43 tám ngày sau đó cho chặng quay trở về Hoa Kỳ. Về đến New York vào ngày 9 tháng 7, nó đi vào Xưởng hải quân Boston hai ngày sau đó để sửa chữa và bảo trì cho đến ngày 23 tháng 7. Con tàu lại huấn luyện ôn tập ngoài khơi bờ biển Maine từ ngày 24 tháng 7 đến ngày 9 tháng 8.
Sau khi được chuẩn bị tại Xưởng hải quân Boston trong các ngày 10 và 11 tháng 8, Sellstrom tiếp tục hộ tống cho Đoàn tàu TCU-35 đi sang Clyde và Loch Ewe, Scotland, rồi đến Lough Foyle, Bắc Ireland vào các ngày 21 và 22 tháng 8. Sau khi ở lại cảng Derry, Bắc Ireland từ ngày 23 đến ngày 26 tháng 8, nó lên đường vào ngày hôm sau để cùng Đoàn tàu UCT-35 quay trở về Hoa Kỳ, đến nơi vào ngày 5 tháng 9.
Sellstrom huấn luyện ngoài khơi New London, Connecticut, rồi khởi hành từ cảng New York vào ngày 29 tháng 9 để tiếp tục làm nhiệm vụ hộ tống vận tải. Cho đến khi chiến tranh kết thúc tại Châu Âu vào đầu tháng 5, 1945, con tàu đã thực hiện thêm sáu chuyến vượt Đại Tây Dương đến các cảng Belfast, Bắc Ireland; Liverpool, Plymouth, Southampton và Birkenhead, Anh; và Le Havre, Pháp. Từ tháng 6, Nó chuẩn bị để được điều động sang khu vực Mặt trận Thái Bình Dương. Nó thực hành huấn luyện tại vùng biển Caribe, rồi đi đến Charleston, South Carolina vào ngày 17 tháng 6, và khởi hành vào ngày 23 tháng 6. Con tàu băng qua kênh đào Panama từ ngày 27 đến ngày 29 tháng 6, rồi đi đến San Francisco, California vào ngày 7 tháng 7.
Rời San Francisco vào ngày 11 tháng 7, Sellstrom hướng đến vùng biển Alaska, đi đến Adak vào ngày 19 tháng 7. Nó ở lại Dutch Harbor để bảo trì từ ngày 21 đến ngày 27 tháng 7, rồi lên đường cho chuyến hộ tống vận tải đầu tiên tại khu vực Alaska, bảo vệ cho một tàu quét mìn và tám tàu đổ bộ LCI, từ ngày 30 tháng 7 đến ngày 1 tháng 8. Các hoạt động khác của con tàu bao gồm việc tuần tra và phục vụ canh phòng trên các tuyến đường bay dọc các chuỗi đảo phía Bắc Nhật Bản. Từ tháng 12, 1945 đến tháng 2, 1946, con tàu tiếp tục hoạt động tại Viễn Đông, viếng thăm các cảng Thanh Đảo, Trung Quốc và Jinsen, Triều Tiên trước khi quay trở về Hoa Kỳ.
Sau hành trình đi ngang qua Trân Châu Cảng và kênh đào Panama, Sellstrom về đến Charleston, và được cho xuất biên chế tại Green Cove Springs, Florida vào tháng 4, 1946 hoặc vào ngày 13 tháng 6, 1946, và được đưa về Hạm đội Dự bị Đại Tây Dương.

### 1956 - 1960
Được xếp lại lớp với ký hiệu lườn mới DER-255 vào ngày 21 tháng 10, 1955, Sellstrom được rút khỏi thành phần dự bị vào ngày 1 tháng 11 và được kéo đến Xưởng hải quân Brooklyn để được cải biến thành một tàu hộ tống khu trục cột mốc radar. Nó được cho tái biên chế trở lại vào ngày 1 tháng 10, 1956 và gia nhập Hạm đội Đại Tây Dương.
Sau khi hoàn tất việc chạy thử máy huấn luyện tại khu vực vịnh Guantánamo, Cuba và sửa chữa sau chạy thử máy, Sellstrom bắt đầu hoạt động như cột mốc radar trong Đường cảnh báo sớm từ xa - (DEW: Distant Early Warning) Line - nhằm cảnh báo sớm khả năng bị máy bay ném bom chiến lược hay tên lửa đạn đạo đối phương tấn công. Con tàu được bố trí ngoài khơi Argentia, Newfoundland, dọc bờ Đông và vùng biển Caribe trong suốt nữa cuối thập niên 1950.
Sellstrom được cho xuất biên chế lần sau cùng tại Orange, Texas vào tháng 6, 1960. Tên nó được cho rút khỏi danh sách Đăng bạ Hải quân vào ngày 1 tháng 11, 1965, và cuối cùng con tàu được kéo từ Philadelphia, Pennsylvania đến xưởng tàu của hãng Peck Iron Metal Works tại Portsmouth, Virginia, để tháo dỡ vào tháng 4, 1967.

## Phần thưởng
Sellstrom được tặng thưởng một Ngôi sao Chiến trận do thành tích phục vụ trong Thế Chiến II.
|  |             |  |
|  | Bronze star |  |

| Dãi băng Hoạt động Tác chiến                  | Huân chương Phục vụ Trung Hoa                                                | Huân chương Chiến dịch Hoa Kỳ        |
| Huân chương Chiến dịch Châu Á-Thái Bình Dương | Huân chương Chiến dịch Châu Âu-Châu Phi-Trung Đông với 1 Ngôi sao Chiến trận | Huân chương Chiến thắng Thế Chiến II |